# Vuelve (canción de Mai Meneses)
«Vuelve» es un sencillo musical del año 2003 que supone la primera obra original comercializada de la cantante y compositora española Mai Meneses, integrante del grupo Nena Daconte.

## Producción
Su producción se remonta a su participación en la segunda edición del concurso de televisión "Operación Triunfo". Cada concursante firmó un contrato con la productora Vale Music para la grabación de un single que saldría a la venta poco después de su expulsión del concurso, y para el rodaje de un videoclip para ayudar a su promoción. El contrato incluía una cláusula por la cual los concursantes que superaran las 200.000 copias vendidas tendrían derecho a la publicación de un álbum.

## Comercialización
Mai fue la primera que lanzó el sencillo junto con sus compañeros Miguel Ángel Silva, Enrique Anaut y Cristie, al ser la primera expulsada del concurso, y la única junto con Vega, Joan Tena (quien colaboró con Mai en la composición de un tema de Nena Daconte), Manuel Carrasco y Ainhoa Cantalapiedra que comercializó una canción original compuesta por ella misma.
Sin embargo la repercusión de los sencillos en general fue proporcional a la estancia que tuvieron los concursantes en el programa, por lo que Vuelve no consiguió alcanzar la cifra mínima para conseguir la grabación de un álbum con Vale. Actualmente las ventas del sencillo se estiman en unas 70.000 copias.
Posteriormente el sencillo fue incluido en una recopilación junto con los del resto de concursantes, incluyendo los inéditos de los tres ganadores de la edición, llamada Operación Triunfo: Singles Edición coleccionista, que también incluía un DVD con todos los videoclips que se rodaron de cada sencillo.

## Acerca de la canción
La canción escrita por Mai Meneneses narra la historia de una mujer que ruega que su pareja vuelva pues la vida sin él es imposible. Fue interpretada por Meneses durante la Gira de Verano de OT2 en 2003; gira en la que conoció a Kim con quien formaría Nena Daconte. Durante la gira, Kim y Mai bromeaban acerca de la canción y que tenía un aire al estilo de Mikel Erenxtun. Finalmente seis años después en sus conciertos despedida de la Gira Retales de Carnaval invitan al donostiarra a interpretarla a dúo.

## Créditos
- Producción Musical: Ten Productions
- Programación y arreglos: Jordi Campoy
- Mezclas: Xasqui Ten
- Asistente Técnico: Quim Quer
- Guitarras: Jean Paul Duyperon
- Batería: David Simo
- Bajo: Angel Vázquez
- Coros: Txell Sust y Tonia Pamies
- Grabación de voces en La Academia: Hermes Serrano, Jordi Joan García
- PQ Encoding: Xavi Beat

## Canciones
- Vuelve - 3:27 Música y letra: Mai Meneses

- Datos: Q6165162